# 経験則
経験則（けいけんそく、独: Erfahrungssatz、英: Rule of thumb）とは、実際に経験された事柄から見いだされる法則のことである。

## 概説
天気に関する経験則をことわざにしたものを天気俚諺（てんきりげん）と言う。
村上雅房（瀬戸内海の水軍の頭領）は康正2年(1456年)に出した『船行要術』において天気に関する経験則を30ほど挙げた。先人が見つけた天気に関する経験則（や自分が見つけた地点ごとの経験則）およびその時々の空や周囲の状況を用いて、将来の天気を予測することを観天望気と言う。
経験則は裁判官が証拠を用いて事実を認定するには不可欠の手段となっている。
経験則というのは、状況が普段とあまりに変わると無効になってしまうことはある。

## 例
- 夕焼けならば翌日は晴れ - 日本
- 「郷に入れば郷に従え」[4][注 1]
- 手・指の巧みさをトレーニングすることは高齢者の神経筋機能の改善に有効[5]
- （人間は皆、自分にとって都合が悪いことは少なく伝えようとしてしまうので）上場企業では事件や事故が発生したら、まず30人から情報収集しなければならない[6] - 米国先進企業
- パワーリレーにおいては接点の径を小さくすると電気的耐久性が低下する[7]。
- 機関紙は集団的組織者 - レーニン主義における組織論
- ハインリッヒの法則
- ゴールの法則
- グロッシュの法則、ビル・ジョイの法則、ムーアの法則、ポラックの法則
- パレートの法則
- 三分の一の法則
- グラスマンの法則 (色彩)
- ホートンの法則
- 8秒ルール
- ハロー効果
- リピンスキーの法則
- 映画館でのポップコーン喫食は尿意を遅らすため映画鑑賞に有効

## 経験則の数値化やシステムへの取り込み
ベイズ統計は「柔軟」に対応する事前確率を使うことで、「あいまい」と言われることのある人間の経験則や感性を取り込み、現実で使える情報を導き出す。

### 注
1. ↑  一応は経験則ではあるが、こうした格言があることが結果として集団に特定の傾向、良くない性質を与えてしまっており、一種のイデオロギーになってしまっている、というような主旨の指摘も同時になされている(『現代日本のコミュニケーション研究』)

## 関連文献
- 茂木葉子『Webデザイン・フォーラム 10人のプロが教える原則と経験則』 翔泳社、2011
- 伊豫部将三『設計の経験則101』日刊工業新聞社、1997